# ناحیه پترسون، شهرستان گرین، ایلینوی
ناحیه پترسون (به انگلیسی: Patterson Township) یک منطقهٔ مسکونی در ایالات متحده آمریکا است که در شهرستان گرین، ایلینوی واقع شده‌است. ناحیه پترسون ۱۳۲ متر بالاتر از سطح دریا واقع شده‌است.